# 食道インピーダンスpHモニタリング
食道インピーダンスpHモニタリングは、インピーダンスとpHの両方を測定することで、胃食道逆流症（GERD）の診断に用いられる検査である  。
食道インピーダンスpHモニタリング診断検査（しょくどうインピーダンス ピーエイチモニタリングしんだんけんさ）では、逆流エピソードの頻度と逆流エピソードと症状との時間的関係を判定するものである。この検査によって、患者の症状が酸逆流に関連しているのか、非酸性逆流に関連しているのか、あるいは逆流とは関連していないのかを判定する。統計的に有意な形で酸性または非酸性逆流が症状に先行する場合、GERD陽性診断が下される。食道インピーダンスpHモニタリング検査で陽性結果が出た患者は、腹腔鏡下噴門形成術や内視鏡的逆流防止粘膜形成術（ARM-P）などの酸減少療法から恩恵を受ける可能性がある。
プロトンポンプ阻害剤（PPI）療法の扱いに関しては、通常は検査前に3日間程度中止して自然な胃酸分泌状態を評価するが、PPI療法中にも症状が継続する患者では、薬物療法を継続したままでの検査も行われることもある。

## 副作用
- 鼻や咽頭の不快感
- 嚥下時違和感
- 嘔吐反射
- 睡眠障害（カテーテルによる不快感から）
- 心窩部痛や胸痛などの胃酸逆流症状